# Hypoponera confinis
Hypoponera confinis är en myrart som först beskrevs av Julius Roger 1860.  Hypoponera confinis ingår i släktet Hypoponera och familjen myror.

## Underarter
Arten delas in i följande underarter:
- H. c. aitkenii
- H. c. confinis
- H. c. epinotalis
- H. c. javana
- H. c. singaporensis
- H. c. wroughtonii